# Raiffeisen – meine Bank
Die Raiffeisen – meine Bank eG ist eine deutsche Genossenschaftsbank mit Sitz in der bayerischen Stadt Hilpoltstein im Landkreis Roth.  Sie ist im Genossenschaftsregister Nürnberg mit der Nummer 147 eingetragen.

## Geschichte
Die Geschichte der heutigen Raiffeisen – meine Bank eG reicht bis zum 15. Dezember 1892 zurück, als in Forchheim ein Darlehenskassenverein gegründet wurde. Die damalige Raiffeisenkasse Forchheim/Ofr. eGmbH fusionierte 1968 mit der Raiffeisenkasse Sulzkirchen eGmbH mit dem Sitz in Sulzkirchen, die im Jahr 1911 als Darlehenskassenverein gegründet wurde, zur Raiffeisenkasse Forchheim-Sulzkirchen eGmbH. Im Jahr 1970 wurden die Raiffeisenkasse Burggriesbach eGmbH mit dem Sitz in Burggriesbach und die Raiffeisenkasse Großberghausen eGmbH mit dem Sitz Großberghausen aufgenommen. Die Firmierung änderte sich in Raiffeisenbank Forchheim-Sulzkirchen eGmbH.
1964 fusionierten die Raiffeisenkasse Sondersfeld eGmbH mit dem Sitz in Sondersfeld (1905 als Darlehenskassenverein gegründet) und die Raiffeisenkasse Möning eGmbH mit dem Sitz in Möning (1907 als Darlehenskassenverein gegründet) mit der Raiffeisenbank Freystadt eGmbH mit dem Sitz in Freystadt. Die Fusion mit der Raiffeisenkasse Thannhausen eGmbH mit dem Sitz in Thannhausen (1905 als Darlehenskassenverein gegründet) folgte 1969 und die mit der Raiffeisenkasse Mörsdorf eGmbH mit dem Sitz in Mörsdorf (1913 als Darlehenskassenverein gegründeten) im Jahr 1972. 1996 wurde die Raiffeisenbank Forchheim-Sulzkirchen eG in die Raiffeisenbank Freystadt eG integriert.
Die Raiffeisenkasse Rudertshofen eGmbH mit dem Sitz in Rudertshofen (1897 als Darlehenskassenverein gegründet), die Raiffeisenkasse Erasbach eGmbH mit dem Sitz in  Erasbach (1906 als Darlehenskassenverein gegründet) und die Raiffeisenkasse Berching eGmbH mit dem Sitz in Berching (1907 als Spar- und Darlehenskassenverein gegründet) fusionierten 1963 zur Raiffeisenbank Berching eGmbH. 1964 folgte die Fusion mit der Raiffeisenkasse Fribertshofen eGmbH mit dem Sitz in Fribertshofen (1912 als Darlehenskassenverein gegründet) und 1967 mit der Raiffeisenkasse Ernersdorf eGmbH mit dem Sitz in Ernersdorf (1925 als Darlehenskassenverein gegründet) und Raiffeisenkasse Oening eGmbH mit dem Sitz in Oening (1908 als Darlehenskassenverein gegründet).
Die Raiffeisenkasse Mühlhausen-Bachhausen eGmbH mit dem Sitz in Mühlhausen und der Spar- und die Raiffeisenkasse Wappersdorf eGmbH mit dem Sitz in Wappersdorf (1925 als Darlehenskassenverein gegründet) fusionierten im Jahr 1966 zur Raiffeisenbank Mühlhausen/Sulz eGmbH. Zuvor fusionierte im Jahr 1961 die Spar- und Darlehnskasse Bachhausen eGmbH mit dem Sitz in Bachhausen mit der Spar- und Darlehnskasse Mühlhausen eGmbH (1912 als Darlehenskassenverein gegründet) zur Raiffeisenkasse Mühlhausen-Bachhausen eGmbH mit dem Sitz in Mühlhausen. 1968 fusionierte die Raiffeisenbank Mühlhausen/Sulz eGmbH mit der Raiffeisenkasse Pollanten eGmbH mit dem Sitz in Pollanten (1905 als Darlehenskassenverein gegründet) und im Jahr 1970 mit der Raiffeisenkasse Weidenwang eGmbH mit dem Sitz in Weidenwang (1910 als Spar- und Darlehenskassenverein gegründet).
Im Jahr 1998 erfolgte die Fusion der Raiffeisenbank Berching eG mit der Raiffeisenbank Mühlhausen/Sulz eG mit dem Sitz in Mühlhausen zur Raiffeisenbank Berching – Mühlhausen eG und 2003 fusionierten die Raiffeisenbank Berching-Mühlhausen eG mit dem Sitz in Berching und die Raiffeisenbank Freystadt eG mit dem Sitz in Freystadt zur Raiffeisenbank Berching-Freystadt-Mühlhausen eG mit dem Sitz in Berching.
Im Juni 2018 fand die Fusion der Raiffeisenbank am Rothsee eG mit der Raiffeisenbank Berching-Freystadt-Mühlhausen eG statt. Sie wurde rückwirkend zum 1. Januar 2018 wirksam. Die Bank erhielt dadurch ihren neuen Namen Raiffeisen – meine Bank und den Untertitel Die Regionalbank zwischen Rothsee und Sulz in Anspielung an das durch die Gewässer Rothsee und Sulz grob abgegrenzte Geschäftsgebiet. Der Sitz wurde dabei von Berching nach Hilpoltstein verlegt.
Die ehemalige Raiffeisenbank am Rothsee eG entstand im Jahr 2008 durch die Fusion der Raiffeisenbank Allersberg eG mit dem Sitz in Allersberg mit der Raiffeisenbank Hilpoltstein eG mit dem Sitz in Hilpoltstein. Diese fusionierte zuvor im Jahr mit der Raiffeisenbank Meckenhausen-Weinsfeld eG mit dem Sitz in Meckenhausen. Letztgenannte entstand im Jahr 1979 aus der Fusion der Raiffeisenkasse Meckenhausen eG mit der Raiffeisenkasse Weinsfeld eG mit dem Sitz in Weinsfeld.
Im Jahr 1961 fusionierte die Raiffeisenkasse Liebenstadt-Heideck eGmbH mit dem Sitz in Heideck mit der Raiffeisenbank Hilpoltstein/Mfr. eGmbH. Diese fusionierte weiterhin im Jahr 1963 mit der Raiffeisenkasse Mörlach eGmbH mit dem Sitz in Mörlach und 1966 mit der Raiffeisenkasse Jahrsdorf eGmbH mit dem Sitz in Jahrsdorf. Im Jahr 1970 folgte noch die Fusion mit der Raiffeisenkasse Laibstadt eGmbH mit dem Sitz in Laibstadt.
Die ehemalige Raiffeisenbank Allersberg eGmbH fusionierte im Jahr 1965 mit der Raiffeisenkasse Brunnau eGmbH mit dem Sitz in Brunnau und im Jahr 1966 mit der Raiffeisenkasse Göggelsbuch-Lampersdorf eGmbH mit dem Sitz in Göggelsbuch. Im Jahr 1976 folgte die Fusion der Raiffeisenbank Allersberg eG mit der Raiffeisenkasse Ebenried eG mit dem Sitz in Ebenried.

## Rechtsverhältnisse
Die Raiffeisen – meine Bank eG ist im Genossenschaftsregister beim Amtsgericht Nürnberg unter GnR 147 eingetragen.

## Organisationsstruktur
Rechtsgrundlagen sind das Genossenschaftsgesetz und die durch die Vertreterversammlung beschlossene Satzung. Organe der Bank sind der Vorstand, der Aufsichtsrat und die Vertreterversammlung.

## Sicherungseinrichtung
Die Raiffeisen – meine Bank eG ist der amtlich anerkannten Sicherungseinrichtung des Bundesverbandes der Deutschen Volksbanken und Raiffeisenbanken GmbH und der zusätzlichen freiwilligen Sicherungseinrichtung des Bundesverbandes der Deutschen Volksbanken und Raiffeisenbanken e.V. angeschlossen.

## Geschäftsausrichtung
Die Raiffeisen – meine Bank eG betreibt das Universalbankgeschäft. Im Verbundgeschäft arbeitet sie mit der DZ Bank, R+V Versicherung, Bausparkasse Schwäbisch Hall, MünchnerHyp, Teambank, VR Smart Finanz, DZ Hyp und der Union Investment zusammen.

## Geschäftsgebiet
Das Geschäftsgebiet liegt im südwestlichen Teil des Landkreises Neumarkt in der Oberpfalz und in der Mitte des Landkreises Roth.
An diesen Orten betreibt die Bank Filialen:
- Hilpoltstein (Hauptstelle, jur. Sitz)
- Freystadt (Geschäftsstelle + 1 SB-Geschäftsstelle)
- Allersberg (Geschäftsstelle)
- Berching (Geschäftsstelle)
- Heideck (SB-Geschäftsstelle)
- Mühlhausen (Geschäftsstelle)
- Meckenhausen (SB-Geschäftsstelle)

Im Laufe des Jahres 2020 wurde die Filiale in Sulzkirchen geschlossen. Die Filiale in Heideck wird gemeinsam mit der Sparkasse Mittelfranken-Süd genutzt.
Weiterhin ist die Raiffeisen – meine Bank eG zu einem Drittel an der Raiffeisen-Waren-Markt GmbH im Landkreis Roth beteiligt. Die ehemalige Raiffeisenbank Berching-Freystadt-Mühlhausen hat das Warengeschäft zum 1. Januar 2007 auf die Raiffeisen-Handels-GmbH im Jura (RHG im Jura) ausgegründet. Im Juni 2008 übernahm die BayWa im Rahmen einer Kapitalerhöhung 16,7 % der Anteile an der RHG im Jura. Im Juni 2015 übertrug die Raiffeisenbank Neumarkt eG das Warengeschäft der Raiffeisen Waren GmbH auf die RHG im Jura. Zum 1. Januar 2022 entfallen auf die Raiffeisen – meine Bank 65,8 % und die Raiffeisenbank Neumarkt 34,2 % der Gesellschaftsanteile. Diese betreibt mit 35 Mitarbeitern sieben Standorte: An der Lände in Mühlhausen wird ein zentrales Umschlagslager betrieben und in Berching, Freystadt, Berngau, Berg, Pilsach und Siegenhofen jeweils ein Lagerhaus.